# Erika Andia
Erika Noemí Andia Balcázar (La Paz, Bolivia; 6 de marzo de 1972) es una actriz de cine y teatro, periodista boliviana y gestora cultural.

## Biografía
Erika Andia nació el 6 de marzo de 1972 en la ciudad de La Paz. Realizó sus estudios primarios y secundarios en su ciudad natal. Comenta que desde su infancia el teatro es parte de su vida pues su bisabuelo era tramoyista del teatro Municipal. Su abuela tenía el sueño de ser actriz de teatro pero no se consideraba posible por ser una mujer de pollera.
Apunta que el teatro era un interés familiar. Toda su familia acudía a funciones del teatro Municipal. De esta forma Andia creció con la influencia del trabajo de Salmón de la Barra y Tito Landa.
Empezó a estudiar teatro en el Taller de David Mondacca. Años después continuó con sus estudios superiores ingresando a la carrera de Comunicación Social de la Universidad Católica Boliviana San Pablo, graduándose como periodista. Erika tiene una hija llamada Clara Valentina Muñoz Andia.
Su figura pasó a la fama nacional a sus 33 años de edad, por su papel desempeñado en la película ¿Quién mató a la llamita blanca? que se realizó durante el 2005 y fue estrenada en 2006. En esta producción interpreta a "Domitila", una chola boliviana dedicada al narcotráfico. Años después, en 2012, Andia participó en la serie televisiva el Programa Z y en 2014 en la serie El Sartenazo, ambas producciones de la alcaldía municipal de La Paz.En el año 2023, representó el papel de Isabel Choquehuanca, la doctora en Filosofía de la Universidad Pública de El Alto en la película Puan.
Ha trabajado en 9 películas bolivianas y en producciones internacionales.
Actualmente es directora del centro cultural Casa Mágica una escuela de teatro para todas las edades y también es directora del elenco teatral de mujeres gremialistas Kory Warmis.